# Marco Mengoni
Marco Mengoni er en italiensk sanger.
Han repræsenterede Italien til Eurovision Song Contest 2013 i Malmø, Sverige med sangen "L'Essenziale" og kom på en 7. Plads i Finalen.
I 2023, ti år efter sin første triumf, vandt han den 73. Sanremo Music Festival med "Due vite" og han vandt retten til at repræsentere Italien igen i Eurovision Song Contest denne gang i Liverpool og fik en 4. Plads i Finalen.